# Saison 2021 de l'équipe cycliste continentale Groupama-FDJ
La saison 2021 de l'équipe cycliste continentale Groupama-FDJ est la troisième de cette équipe. C'est l'équipe « réserve » de l'équipe World Tour : Groupama-FDJ.

## Coureurs et encadrements technique

### Arrivées et départs
| Coureur             | Ancienne équipe                   | Durée contrat |
| ------------------- | --------------------------------- | ------------- |
| Rait Ärm            | Tartu 2024-Balticchaincycling.com | 2021          |
| Jack Drage          | AC Bisontine                      | 2021          |
| Lorenzo Germani     | Work Service Brenta Romagnano     | 2021-2022     |
| Enzo Paleni         | Beauvais Team Cycliste Junior     | 2021-2022     |
| Joseph Pidcock      | Fensham Howes-Mas Design          | 2021          |
| Laurence Pithie     | Willebrord Wil Vooruit Junioren   | 2021          |
| Antoine Raugel      | AG2R La Mondiale                  | 2021          |
| Reuben Thompson     | Telcom-On Clima-Osés Const        | 2021-2022     |
| Marijn van den Berg | Metec-Solarwatt-Mantel            | 2021          |

| Coureur           | Nouvelle équipe             | Durée contrat |
| ----------------- | --------------------------- | ------------- |
| Clément Davy      | Groupama-FDJ                | 2021-2022     |
| Yakob Debesay     | Delko                       | 2021-2024     |
| Žiga Jerman       | Androni Giocattoli-Sidermec | 2021-2022     |
| Morgan Kneisky    | AC Bisontine                |               |
| Sylvain Moniquet  | Lotto-Soudal                | 2021-2022     |
| Mattia Petrucci   | Colpack-Ballan              | 2021          |
| Jake Stewart      | Groupama-FDJ                | 2021-2022     |
| Lars van den Berg | Groupama-FDJ                | 2021-2022     |

### Effectif actuel
| Coureur             | Date de Nais.             | Équipe en 2020                    | Cont. | V |
| ------------------- | ------------------------- | --------------------------------- | ----- | - |
| Rait Ärm            | 31 mars 2000 (20 ans)     | Tartu 2024-Balticchaincycling.com | 2021  | 1 |
| Lewis Askey         | 4 mai 2001 (19 ans)       | Groupama-FDJ Conti.               | 2021  | 0 |
| Alexandre Balmer    | 4 mai 2000 (20 ans)       | Groupama-FDJ Conti.               | 2021  | 0 |
| Jack Drage          | 11 novembre 2002 (18 ans) | AC Bisontine                      | 2021  | 0 |
| Lorenzo Germani     | 3 mars 2002 (19 ans)      | Work Service Brenta Romagnano     | 2022  | 0 |
| Théo Nonnez         | 30 juillet 1999 (21 ans)  | Groupama-FDJ Conti.               | 2021  | 0 |
| Hugo Page           | 24 juillet 2001 (19 ans)  | Groupama-FDJ Conti.               | 2021  | 0 |
| Enzo Paleni         | 30 mai 2002 (18 ans)      | Beauvais Team Cycliste Junior     | 2022  | 0 |
| Paul Penhoët        | 28 décembre 2001 (19 ans) | Groupama-FDJ Conti.               | 2021  | 3 |
| Joseph Pidcock      | 20 mars 2002 (18 ans)     | Fensham Howes-Mas Design          | 2021  | 0 |
| Laurence Pithie     | 17 juillet 2002 (18 ans)  | Willebrord Wil Vooruit Junioren   | 2021  | 1 |
| Antoine Raugel      | 4 février 1999 (22 ans)   | AG2R La Mondiale                  | 2021  | 0 |
| Reuben Thompson     | 15 février 2001 (20 ans)  | Telcom-On Clima-Osés Const        | 2022  | 1 |
| Marijn van den Berg | 19 juillet 1999 (21 ans)  | Metec-Solarwatt-Mantel            | 2021  | 7 |

## Champions nationaux, continentaux et mondiaux
| Date    | Course                                     | Maillot | Coureurs | Pays    | Lieu   |
| ------- | ------------------------------------------ | ------- | -------- | ------- | ------ |
| 12 juin | Championnats d'Estonie de sur route espoir |         | Rait Ärm | Estonie | Otepää |